# Canal de clorur
Els Canals de clorur, en anglès: Chloride channels són una superfamília de canals d'ions per al clorur. En els humans se n'han caracteritzat diverses famílies (per exemple, les famílies CaCC).
Els canal de clorur lligats al voltatge mostren una gran varietat de papers fisiològics i cel·lulars que inclouen la regulació del pH, homeòstasi de volum, transport de soluts orgànics, migració cel·lular, proliferació cel·lular i diferenciació.
La família CLC de canals de clorur conté 10 o 12 hèlix transmembrana. Cada proteïna forma un porus simple. En els animals es troben tres subfamílies CLC La CLCN1 està involucrada en arreglar i restaurar el potencial de membrana del múscul esquelètic, mentre que els altres canals tenen papers importants en els mecanismes de concentració de soluts al ronyó. Els canals de clorur també són importants per mantenir concentracions d'ions saludables dins les cèl·lules.

## Patologia
La Síndrome de Bartter, està associada a un deficient transport d'ions clorur i ions associats.
La Malaltia de Dent, caracteritzada per proteïnúria i hipercalciuria, on estan implicades mutacions en CLCN5.
La Malaltia de Thomsen està associada amb mutacions en CLCN1.
La Fibrosi quística dona com a resultat un menor nombre de canals de clorur al cos.

## Insecticides
Selamectin és l'ingredient actiu de l'insecticida i antihelmíntic comercialitzat “Revolution”, que es fa servir en els gats i els gossos. El Selamectin actua substituint el glutamat el qual normalment interactua amb receptors que obren els canals de clorur a les sinapsis muscular trobades en eles paràsits. Al contrari que glutamat, selamectin activa el corrent de clor sense desensitització, per tant produint una hiperpolarització perllongada i evita la contracció del múscul.

## Gens humans
- CFTR
- CLCA1, CLCA2, CLCA3, CLCA4
- CLCN1, CLCN2, CLCN3, CLCN4, CLCN5, CLCN6, CLCN7, CLCNKA, CLCNKB
- CLIC1, CLIC2, CLIC3, CLIC4, CLIC5, CLIC6